# Gesloten Universiteit
De Gesloten Universiteit (Engels: Unseen University) is de tovenaarshogeschool in de stad Ankh-Meurbork op de Schijfwereld, bedacht door de Britse schrijver Terry Pratchett.

## Gebouw en ligging
De universiteit ligt centraal in de stad, dicht bij de rivier de Ankh en is volledig ommuurd. De meer dan 800 voet (240 meter) hoge (met 8888 treden) Toren der Kunsten is het hoogste gebouw van de stad en tevens het oudste deel van het universiteitscomplex, maar het universiteitsgebouw zelf is ook al heel oud: zo oud dat het een eigen geest heeft. (Opoe Wedersmeer heeft die eens "geleend" om in het gebouw te kunnen rondkijken). Door de grote hoeveelheden toverij-achtergrondstraling is een plattegrond van het gebouw volstrekt nutteloos, omdat het gebouw voortdurend verandert.
Belangrijke ruimtes van de universiteit zijn de bibliotheek, die van binnen veel groter is dan van buiten, het onvindbare lokaal 3b en zeer belangrijk voor de tovenaars en leerlingen, de Grote (eet-) Zaal. Belangrijke bijgebouwen zijn het observatorium en het vrij nieuwe Universiteitsgebouw voor Hoge-Energie Toverkracht waar zich HEX, de enige computer van de Schijfwereld bevindt.
De bibliotheek bevat zo'n 90.000 boeken waaronder:
- Boek der Tooveringh, van Alberto Melich
- Boek van Rond Elven Eruit, van de Llama sekte
- Daemonylogie Crimenaelis, van Beswaeder de Ontoerijkende
- Die Groote Thempel die Tsoort Hiet, Iene Mystische Historij
- Homperts Inleiding tot het Occulte
- Liber Paginarum Fulvarum
- Maleficio's Entdeckung der Dämoniologie
- Necrotelecomnicon
- Octavo, totdat dit werk door De Bagage werd ingeslikt
- Oprechte Konst der Levitaetie, dat zich al 150 jaar tussen de hanebalken van het plafond verstopt
- Soethaens Volleedighe Tooverhantboeck met Raet voor Weldenckenden
- Sjefke Vandervoerdes Vaedemeecum der Sexmagye, dat in een aparte kamer in een vat ijs wordt bewaard

Het officiële motto van de Gesloten Universiteit is "Nunc Id Vides, Nunc Ne Vides", dit betekent zoiets als: "nu zie je het, nu zie je het niet". (Engels: "Now you see it, now you don't").

## Bekende (voormalige) leerlingen
- Rinzwind (De Kleur van Toverij e.a.)
- Grijsbrand Zwoord (Dat wonderbare licht)
- Goggel Praad (Dat wonderbare licht)
- Stokkel Tromp (Meidezeggenschap)
- Vicekanselier Stroofel (Meidezeggenschap)
- Eskariena Smit (Meidezeggenschap)
- Simon (Meidezeggenschap)
- Magmus Snijmaer (Dunne Hein)
- Ipsileer de Rode (Betoverkind)
- Victor Toegelbrock (Rollende prenten)
- Windel Poens (Rollende prenten e.a.)
- Pander Stibbond (Rollende prenten e.a.)
- Ukkeld Zgeed
- Groopon de Witterd

## Aartskanseliers
- Aartskanselier Alberto Melich (Albert): De allereerste aartskanselier en stichter van de Gesloten Universiteit
- Aartskanselier Gladdert Wedersmeer: een verre neef van Opoe Wedersmeer. 304e Kanselier.
- Aartskanselier IJspook Roppaf. (Dat wonderbare licht)
- Aartskanselier Snijhoek. (Meidezeggenschap)
- Aartskanselier Manzel Kopperzondag. (Betoverkind)
- Aartskanselier Munt. (Betoverkind)
- Aartskanselier Ezroliet Karn. (Faust Erik)
- Aartskanselier Mustrum Riediekel.